# Gamshag
Gamshag är ett berg i Österrike.   Det ligger i distriktet Kitzbühel och förbundslandet Tyrolen, i den centrala delen av landet, 300 km väster om huvudstaden Wien. Toppen på Gamshag är 2 178 meter över havet, eller 206 meter över den omgivande terrängen. Bredden vid basen är 3,4 km.
Terrängen runt Gamshag är bergig åt sydväst, men åt nordost är den kuperad. Närmaste större samhälle är Mittersill, 9,3 km söder om Gamshag. 
Trakten runt Gamshag består i huvudsak av gräsmarker. Runt Gamshag är det ganska glesbefolkat, med 34 invånare per kvadratkilometer.